# بالانتیدیوم کولای
بالانتیدیوم کولای گونه‌ای است از تک‌یاخته‌های مژک‌دار که می‌تواند باعث بیماری بالانتیدیازیز شود. این تک‌یاخته تنها عضو شاخه مژکداران است که می‌تواند در انسان بیماری‌زایی ایجاد کند.

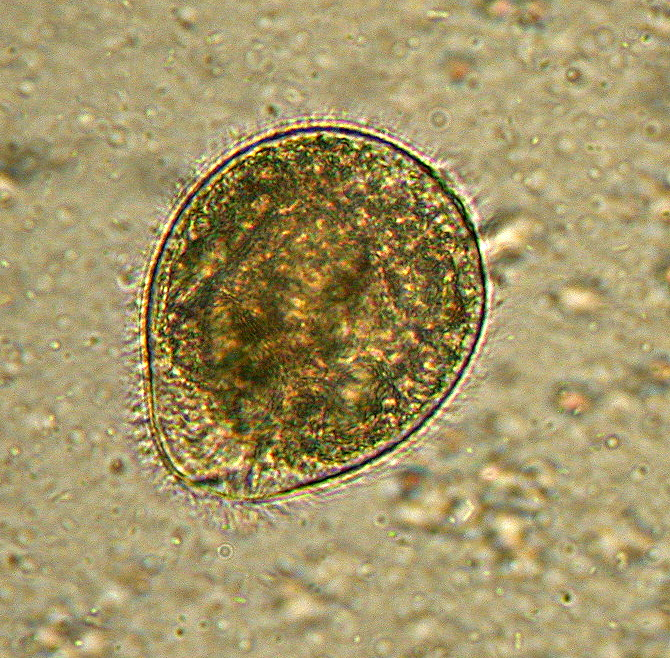
بالانتیدیوم کولای که در نمونه مدفوع دیده شده‌است.سراسر تک یاخته از مژک پوشیده شده‌است.

## ریخت‌شناسی
بالانتیدیوم کولای دارای دو مرحله در زندگی است که شامل مرحله کیست و مرحله تروفوزوئیت می‌باشد. در تروفوزوئیت، دو هسته قابل رویت هستند. هسته بزرگ به صورت سوسیس شکل و دراز و در کنار آن هسته کوچک به صورت کروی و تودرتو، که اغلب توسط هسته بزرگ مخفی شده‌است. کیست‌ها گرد هستند و از تروفوزوئیت‌ها کوچکترند، همچنین دارای دیواره‌ای یک یا دولایه هستند که محکم و مقاوم است. معمولاً در کیست، هسته بزرگ و مژه و واکئل انقباضی قابل مشاهده هستند. تروفوزوئیت زنده و کیست به رنگ زرد یا مایل به سبز هستند.

## انتقال
بالانتیدیوم تنها مژه‌داری است که می‌تواند باعث عفونت در انسان شود.بالانتیدیازیز یک بیماری مشترک انسان و دام است و می‌تواند ار میزبان طبیعی و بدون علایم مثل خوک، از طریق مدفوعی دهانی به انسان منتقل گردد.همچنین آب آلوده شایع‌ترین سازوکار انتقال به حساب می‌آید.

## همه‌گیری شناسی
بالانتیدیاز انسانی، در کشور فیلیپین شایع است اما می‌توان ابتلا به این بیماری را در هرجای جهان به ویژه در میان افرادی که در تماس نزدیک با خوک هستند، یافت. این بیماری جزء بیماری‌های نادر در نظر گرفته شده‌است و در کمتر از ۱ ٪ از جمعیت انسانی رخ می‌دهد. این بیماری معضلی برای کشورهای در حال توسعه به‌شمار می‌آید، که در آن‌جا منابع آب ممکن است با مدفوع انسان یا خوک آلوده شود.